# Populizmus
A populizmus (latin: populus = nép szóból) több jelentésű fogalom, napjainkban általános értelemben véve az a politikai tendencia vagy stratégia, amely célja a dolgozó osztály (a tömeg) megnyerése. A nép többségi akaratával összhangban tett erőfeszítésekkel, gyakran kivitelezhetetlen ígéretekkel operáló, széleskörű népszerűségre törekvő irányzat. A populisták többnyire azt állítják, hogy az „egyszerű emberek” oldalán állnak.

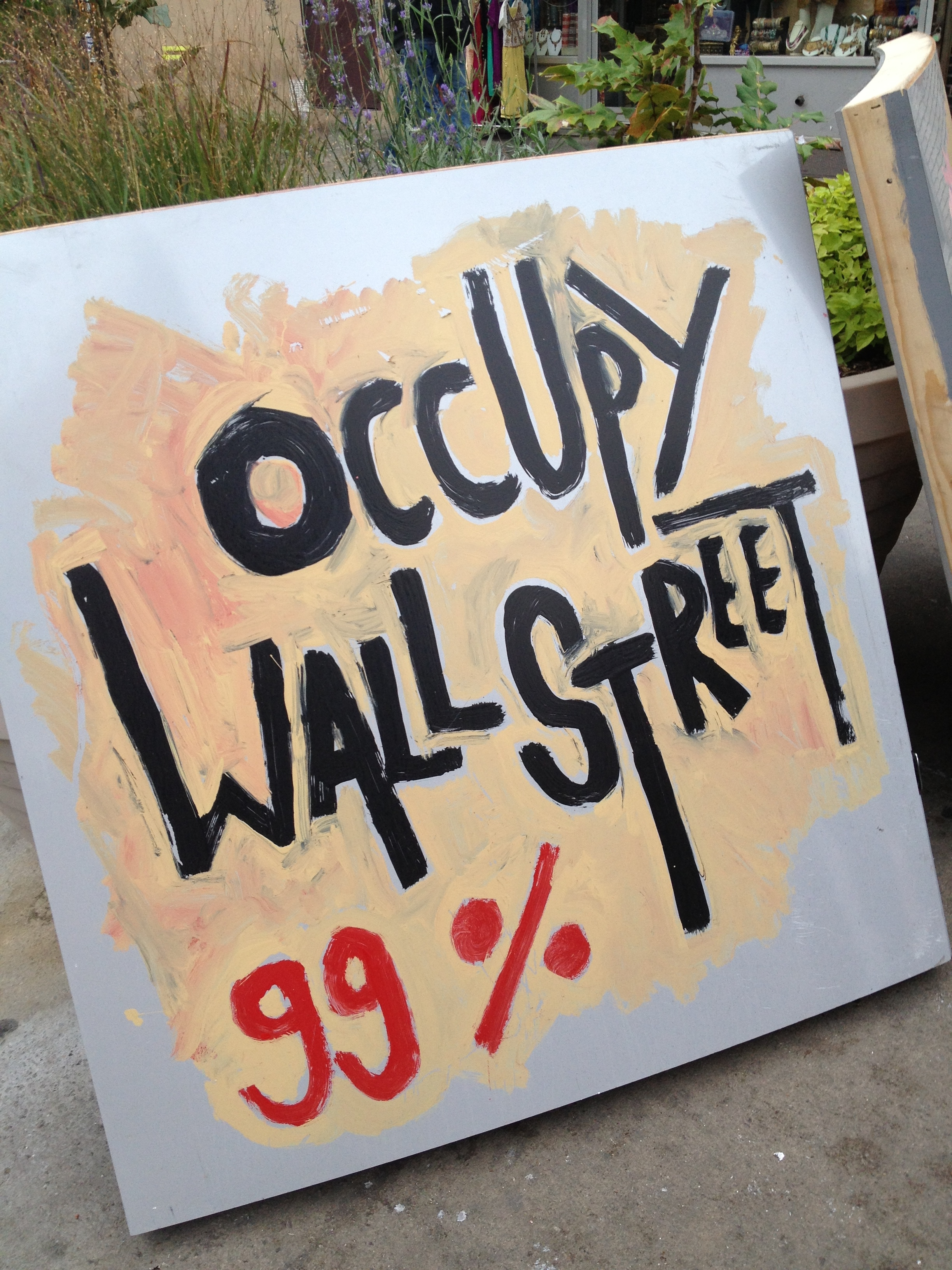
A „99%” (nép) az „1%” (elit) elleni retorikájával a nemzetközi Occupy mozgalom példája volt a populista társadalmi mozgalomnak

A Nolan-diagram meghatározása szerint a populizmus (és a totalitarizmus)

A kevésbé fejlett országokban inkább ideológia, míg a fejlettebb országokban nem annyira ideológia, inkább politikai stílus, magatartásmód, amely egyaránt felbukkanhat a jobb- és baloldalon, és középen is.
A populizmus értelmezésének ideológiai megközelítése szerint a populizmus a „népet” erkölcsileg jó erőként mutatja be, és szembeállítja az „elittel”, amelynek tagjait korruptnak és erkölcstelennek ábrázolja. Különböző populista politikai erők egymástól eltérő módon definiálják a nép szót. Definiálhatják osztály, etnikai vagy nemzeti hovatartozás alapján. A populizmus szerint a népet egy, kizárólag a saját érdekeit szemei előtt tartó (szűk) hatalmi elit elnyomásban tartja, megfosztja a hatalomba való beleszólástól, ennélfogva a populisták első számú célja a gazdasági, politikai és egyéb (köz)intézmények „visszahódítása” az „elittől” a „népnek”. A populisták általában úgy mutatják be az „elitet”, hogy a politikai, gazdasági, kulturális és médiarendszert homogén entitásként ábrázolják, és azzal vádolják, hogy saját érdekeiket, illetve gyakran más csoportok – például nagyvállalatok, külföldi országok, kisebbségek, bevándorlók – érdekeit képviselik a „nép” érdekeivel szemben. A populista pártokat és társadalmi mozgalmakat gyakran karizmatikus vagy domináns személyiségek vezetik, akik „a nép hangjának” állítják be magukat.

## Politikai populizmus
A populizmus a 19. századtól kezdve különféle formákat öltött, de többnyire a népre való állandó hivatkozásban merül ki. A populisták felosztják a társadalmat két homogén csoportra: a becsületes közemberekre és a korrupt elitre; továbbá azt mondják, hogy a „nép akarata” vezérli őket.
Gyakran hivatkoznak a népre, vágyaira, akaratára, azonnali megoldást ígérve. Ilyen értelemben a populizmus a demokráciákban éppúgy jelen van, mint a diktatúrákban. Például Sztálin, Hitler, Mussolini, Franco, Kádár János politikai magatartásában megfigyelhetők voltak populista gesztusok és szólamok.
A politikusok akkor nevezhetők populistának, ha az ideológiai elköteleződést megkerülve azt állítják, hogy nem egy bizonyos párt vagy osztály nevében, hanem az egész nép nevében beszélnek. A politikai retorikát és propagandát gyakran a valós társadalmi problémák megkerülésére, illetve elfedésére használják. Tartalma széles skálán mozoghat.
A populizmus jellegzetesen „vidéki” bázisú, a hagyományos nemzeti, vallási, többségi értékeket hirdeti, a „kisemberek” védelmében szól, nevében szól és ítélkezik, és a társadalom problémáit elsősorban a társadalmi elit és a nemzetközi összeesküvés bűneinek tulajdonítja. Célja a nép nyelvén beszélni és minél több szavazót elérni. Paradoxona az, hogy főbb képviselői maguk is a politikai elitbe tartoznak, mégis elitellenes retorikát használnak.
A populista politika tagadja, hogy létezik legitim kisebbségi vélemény; a populistáétól eltérő vélemények képviselői a populista szerint a nép ellenségei.
A kommunikációban a homogén „népre”, az egységes, vagy legalábbis többségi népakaratra való folyamatos hivatkozás jellemző. A politikai intézményrendszert közelebb kell vinni a néphez, ez a populizmus üzenete a „nép nevében” kormányzó diktátorokhoz éppen úgy, mint a „nép által” választott képviselőkhöz.
Mai értelemben a populizmus leggyakrabban a tekintélyelvűség egy formája. A populista politika egy karizmatikus vezető körül alakul ki, aki a saját hatalmának megszilárdítása érdekében a nép akaratának megtestesítésére hivatkozik.
2016-tól, miután az amerikai választásokat Donald Trump nyerte meg, illetve az Egyesült Királyság népszavazása csekély többséggel az Európai Unió elhagyását választotta, a populizmus szó lett a politológusok között az egyik legszélesebb körben használt kifejezés. 2017-ben a Cambridge Dictionary az év politikai kifejezésének nyilvánította.
A populisták körében gyakran előfordulnak az összeesküvés-elméletek, amelyeket a 2010-es évektől ugyanúgy alkalmaz a lengyel Jog és Igazságosság kormánypárt, mint a magyar Fidesz, és ahol széles körben terjesztett nézet, hogy a migrációs válság a nyugati titkos elit (pl. Soros György) műve.
Cas Mudde, illetve Cristóbal R. Kaltwasser amerikai politológusok és professzorok alapján az olyan országokban, mint Magyarország, Ecuador és Venezuela, a populista kormányok visszaszorították a sajtószabadságot, és több esetben – például Orbán Viktor Magyarországán – a populista vezető az alkotmánymódosítással az autokratizálódás útjára állította az országot, hogy a hatalom nagyobb része koncentrálódjon a kormányfő kezében. Az általa vezetett politikai elit a lakosság jogilag legitimált gazdasági és lélektani kizsákmányolását egyik meghatározó hatalomgyakorlási eszközének tekinti.
Egy 2018. decemberi tanulmány, amely negyvenhat populista vezetőt tanulmányozott, arra jutott, hogy a populisták, függetlenül a politikai spektrumon belül elfoglalt pozíciójuktól, nagyobb valószínűséggel károsítják a demokratikus intézményeket, erodálják a végrehajtó hatalom fékjeit és ellensúlyait, demokratikus visszaesést okoznak, károsítják a polgári jogokat, mint a nem populisták.
Jellemzők
Főbb jellemzői:
- Nincs egységes ideológiájuk. A lényeg a kommunikáción, magatartásmódon van.
- Elitellenes hangulatkeltés tartja életben a politikájukat. Az elitet teszik felelőssé a problémákért.
- A konteó elméletek előnyben részesítése, amely a globalizáció- és EU-ellenességhez is elvezet.
- A néppel folytatott folyamatos kommunikáció, amely az emberek számára a politikában való részvétel illúzióját próbálja felkelteni. Ilyenek például Magyarországon az ún. nemzeti konzultációk.[20][21]

Ágai
- Jobboldali populizmus
- Baloldali populizmus

## Politikai példái

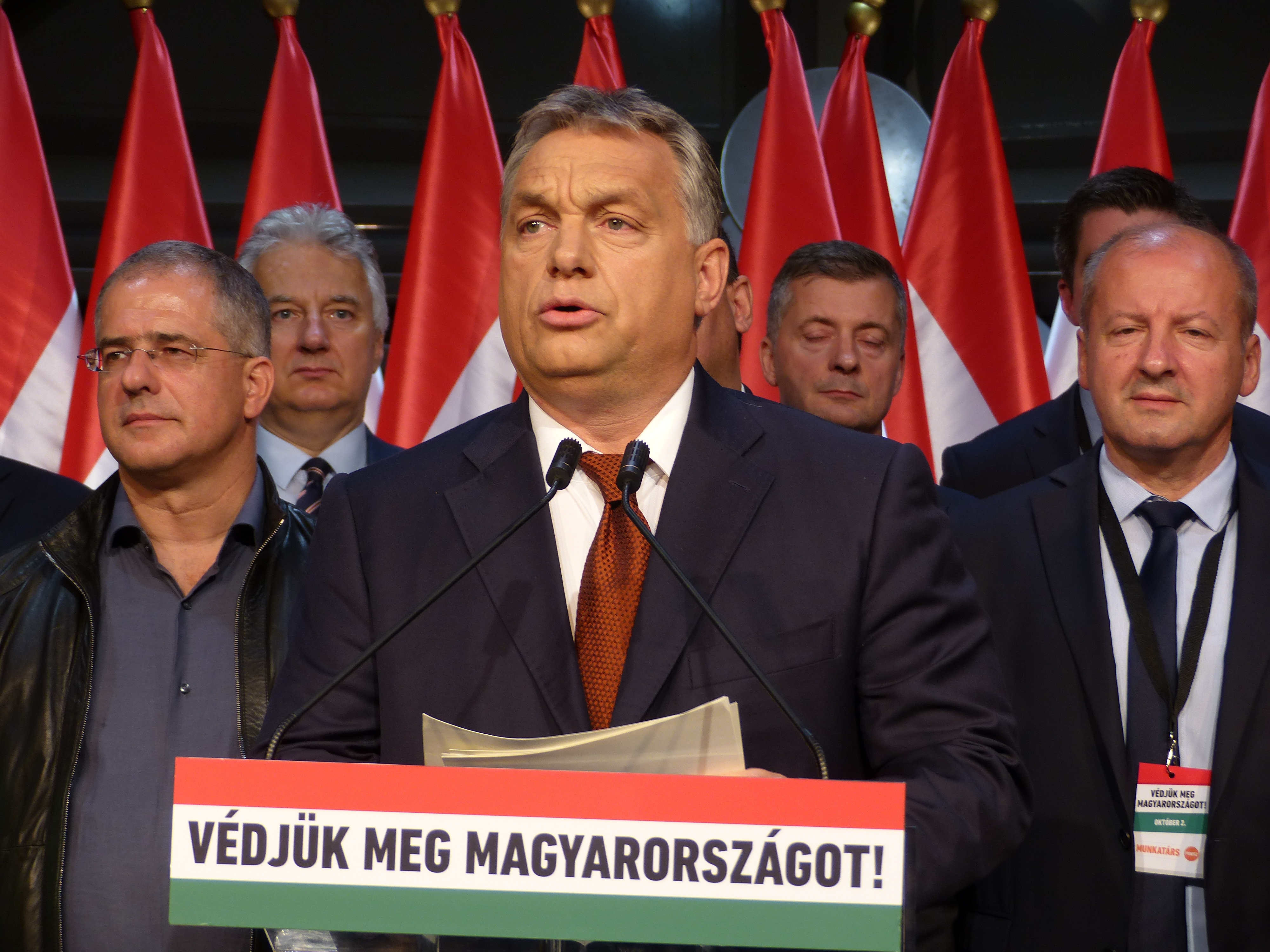
Orbán Viktort populista vezetőként emlegetik, aki a magyarok védelmezőjeként tünteti fel magát Soros György, a bankok, a migránsok vagy akár az Európai Unió ellen.

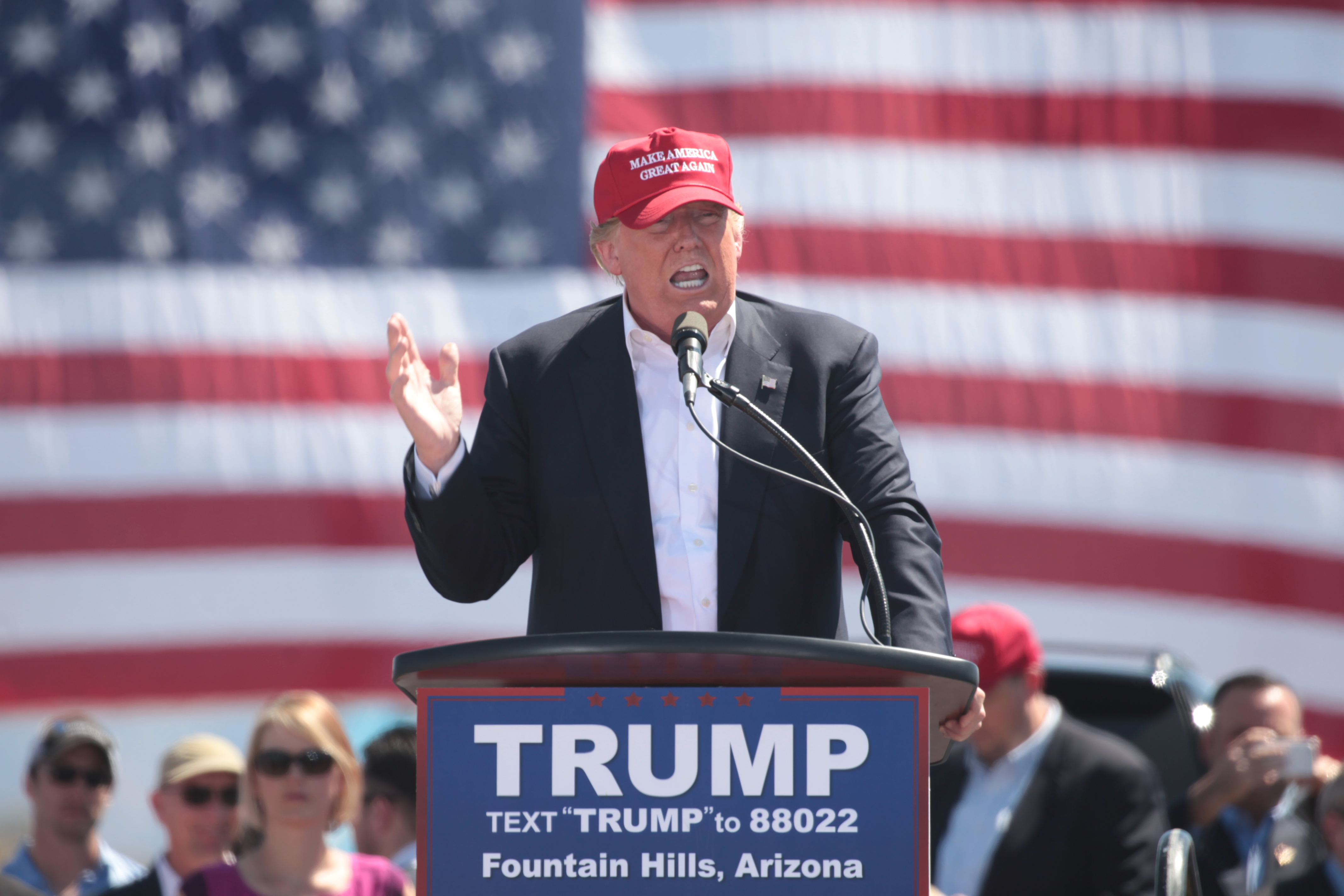
Az amerikai Donald Trump mind a populista törekvést, mind a konteó elméleteket képviseli

„Ketten kellenek a tánchoz, a probléma, hogy a populisták teremtik meg a táncteret és elmondják, hogyan és milyen szabályok szerint kell táncolni.”

### Európa
Az 1990-es években Magyarországon a Torgyán József vezette Független Kisgazdapárt és a Csurka István vezette MIÉP minősült a populizmus első számú megjelenítőjének. Szlovákiában a Vladimír Mečiar vezette jobboldali populista Demokratikus Szlovákiáért Mozgalom évekig a legerősebb kormánypártként működött.
Az Encyclopædia Britannica szerint Európában a 21. században populista, autokrata rezsimek többek közt Magyarországon (az Orbán Viktor vezette Fidesz – Magyar Polgári Szövetség), Lengyelországban (a Jarosław Kaczyński vezette Jog és Igazságosság Párt) és Törökországban (a Recep Tayyip Erdoğan vezette Igazság és Fejlődés Pártja) alakultak ki.
Olaszországban Silvio Berlusconi és Matteo Salvini képviselte a populizmust. Aleksandar Vučićot, Szerbia elnökét szintén populistának tartják.
A 21. századra az európai populizmus nagyrészt a politikai jobboldalhoz kapcsolódott, de Magyarországon bizonyos források a korábban Gyurcsány Ferenc vezette baloldali Demokratikus Koaliciót is populistaként jellemzik.
Az Egyesült Királyságban a Jeremy Corbyn vezetése alatt álló baloldali Munkáspártot és Nigel Farage jobboldali Függetlenségi Pártját (UKIP) is populista pártként jellemezték, a „Brexit”-et pedig sokan a populizmus győzelmének tartották.

### USA
A 21. század első évtizedében két populista mozgalom jelent meg az Egyesült Államokban, mindkettő válaszul a gazdasági világválságra: az Elfoglaló mozgalom és a Tea Party mozgalom.
Cas Mudde alapján, amikor Donald Trump elindította elnökválasztási kampányát, még nem volt populista. Az idő múlásával azonban egyfajta stílust alakított ki, és az elnöki beiktatása napjára az átalakulása befejeződött: a retorikája már alaposan populista volt, aki a „nép hangjaként” szólalt meg.

### Latin-Amerika

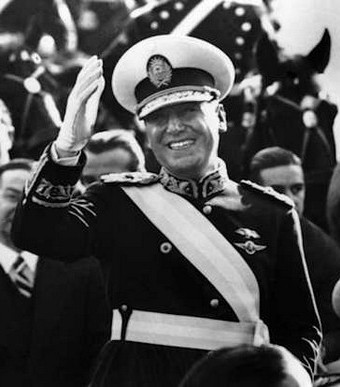
Juan Perón argentin elnök peronizmusa populista mozgalom volt.

A populizmus az 1930-as és 1940-es évek óta domináns a latin-amerikai politikában, ahol sokkal inkább elterjedt, mint Európában. Egyes kutatók megjegyzik, hogy a világ e régiójának van a „legtartósabb és legelterjedtebb populista hagyománya”. Azt sugallják, hogy ez azért van így, mert ez egy olyan régió, ahol ugyan régi hagyománya van a demokratikus és féldemokratikus kormányzásnak és a szabad választásoknak, de magas a társadalmi-gazdasági egyenlőtlenségek aránya, ami széles körben megjelenő ellenérzéseket vált ki, és amelyet a politikusok a populista retorikán keresztül tudnak meglovagolni.
A 20. században szinte minden latin-amerikai ország átélt egy populista rendszert. Ilyen volt pl. Juan Perón Argentínában (1946-1955), Getúlio Vargas Brazíliában (1930-1945) vagy Cárdenas Mexikóban.
A 21. században kiemelhető populista vezetők közé sorolható Néstor és Cr. F. Kirchner Argentínában, Hugo Chávez Venezuelában, Evo Morales Bolíviában, Rafael Correa Ecuadorban, vagy épp Daniel Ortega Nicaraguában.

## Egyéb jelentései
Korábbi jelentései alapján Margaret Canovan brit politikafilozófus a következő definíciókat adta még:
1. Az a mozgalom vagy ideológia, amely szerint az erény a többséget alkotó egyszerű emberekben rejlik, valamint az ő kollektív tradícióikban.
2. Az az ideológia, amely szerint az emberek akarata feljebbvaló minden más értéknél.
3. A vidéki kisemberek ideológiája, akiket veszélyeztet az ipar és a finánctőke.
4. Olyan rurális mozgalom, amely veszélyeztetve érzi a hagyományos értékeket a változó világban.
5. Az a hit, amely szerint a többségi vélemény nem juthat felszínre az „elit” kisebbség aknamunkája miatt.

## Agrárpopulizmus
Az agrárpopulizmusban a populizmus kifejezést számos olyan mozgalomra és elméletre használják, amelyek a modernizáció nehézségeivel küszködő mezőgazdasági kistermelők problémáival foglalkoznak. Ezek a mozgalmak gyakran idealizálják a hagyományos vidéki közösségi életformákat és emberséges középutat keresnek egyfelől a mindent átható kapitalizmus, másfelől a bürokratikus szocializmus között. Két paradigmatikus esete van: az egymástól nagyon elütő amerikai és orosz agrárpopulizmus.